# Mutts
Mutts es una tira de prensa diaria creada por Patrick McDonnell en 1994. King Features Syndicate se encarga de la distribución. Mutts es publicado en más de 700 periódicos. Mutts trata de las peripecias de un perro llamado Earl y de un gato de nombre Mooch.
Mutts ha recibido el Harvey Award (1998, 2001, 2002, 2003, 2005, 2009, 2010) como mejor tira de prensa o panel sindicado (Best Syndicated Strip or Panel).

## Argumento
La tira se enfoca en la amistad entre Earl y Mooch, así como en las diferencias entre perros y gatos como mascotas y amigos. Cada cierto tiempo aparecen en la tira tramas especiales como Shelter Stories (sobre animales que viven en refugios), Animal Idol (una parodia de American Idol) o Mutts Book Club (un club de libro organizado por Mooch	). La edición dominical de Mutts está dedicada a homenajes a tiras de prensa famosas, obras de arte u otros temas. 

## Personajes
- Earl: es un Jack Russell terrier que vive con su dueño humano Ozzie, un soltero de unos 30 años de edad. Earl le gusta jugar afuera y frecuentemente sale a caminar con Ozzie. Earl pasa mucho de su tiempo libre con Mooch visitando otros animales. Le encanta comer comida para los humanos; así como comida para perros.

- Mooch: es un gato de color negro y blanco. Vive junto a sus dueños Millie y Frank, un matrimonio de ancianos. Es vecino de Earl. A diferencia de Earl, Mooch prefiere permanecer dentro de su casa donde toma una siesta o juega con su calcetín de color rosado. Le gusta la comida para humanos y frecuentemente desdeña la comida para gatos. Durante años, Mooch pensó que Earl era un gato de apariencia extraña y no un perro. Mooch tiene un problema de pronunciación que le hace insertar el fonema fricativo postalveolar sordo /ʃ/, representado por las letras "sh", en las palabras, tales como yesh en vez de yes (sí), shmilk en vez de milk (leche).

## Libros

### Estados Unidos
En Estados Unidos se han publicado los siguientes libros recopilatorios:
- Annual collections: Mutts (1996), Cats and Dogs (1997), More Shtuff (1998), Yesh! (1999), Our Mutts (2000), A Little Look-See (2001), What Now (2002), I Want To Be The Kitty! (2003), Dog-Eared (2004), Who Let The Cat Out? (2005). Annual collections contiene las tiras diarias de cada año hasta 2005.

- Sundays collections: Mutts Sundays (1999), Sunday Mornings (2001), Sunday Afternoons (2004), Sunday Evenings (2005). Sundays collections contiene las tiras dominicales hasta 2005.

- Treasury collections: Everyday Mutts: A Comic Strip Treasury (2006), Animal Friendly: A Mutts Treasury (2007), Call of The Wild: A Mutts Treasury (2008), Stop and Smell the Roses (2009), Earl and Mooch (2010), Our Little Kat King (2011), BONK!: A Mutts Treasury (2012), Cat Crazy: A Mutts Treasury (2013). Treasury collections reproduce las tiras diarias (en blanco y negro) y dominicales (a color) salidas desde 2006 en adelante.

Existen también otros libros reecopilatorios como Mutts Little Big Book (1998), Mutts: The gift of nothing (2005), Mutts: Just like Heaven (2005), Mutts: Hug time (2007), The Best of Mutts (2007), Shelter Stories: Love. Guaranteed (2008), South (2008).

### España
En 1999, la editorial Planeta DeAgostini publicó 12 cuadernos de historietas llamados Mutts Cachorros de 24 páginas cada uno; así como dos libros de 96 páginas cada uno.
En 2003, salieron tres libros de historieta publicados por la editorial Devir Iberia. Los títulos son: Mutts, Perros y Gatos y ¡Más Madera!; los cuales son traducciones de los tres primeros libros de la colección Annual collections (Mutts, Cats and Dogs y More Shtuff).
En 2010, la editorial Panini España sacó tres libros de 208 páginas cada uno. Los títulos son: MUTTS. ¿Sabes a qué huelen las rosas?, MUTTS. Animales amistosos y MUTTS. La llamada de la naturaleza; los cuales son traducciones de la colección Treasury collections (Stop and Smell the Roses, Animal Friendly: A Mutts Treasury y Call of The Wild: A Mutts Treasury).